# 療育手帳
療育手帳（りょういくてちょう）とは、知的障害者に都道府県知事、政令指定都市にあってはその長、鳥取県鳥取市、岩美町、若桜町、智頭町、八頭町にあっては鳥取市長、がそれぞれ発行する障害者手帳の1つ。

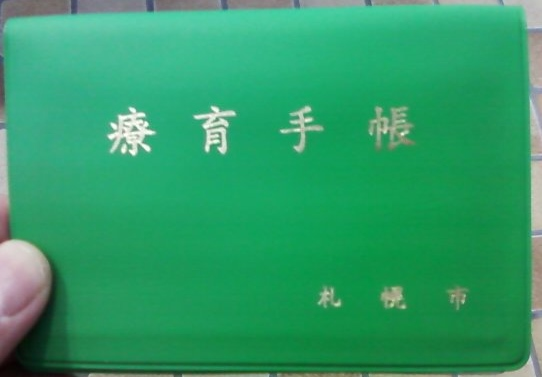
札幌市の療育手帳外観

## 年齢などについて
国民年金第1号被保険者及び任意加入被保険者が持てる。
身体障害者手帳は身体障害者福祉法に、精神障害者保健福祉手帳は精神保健及び精神障害者福祉に関する法律に手帳発行の条文があり法的裏付けがあるが、療育手帳に関して知的障害者福祉法に記述はなく、1973年9月27日に当時の厚生省が出した通知「療育手帳制度について」（厚生省発児第156号厚生事務次官通知。のち、1991年9月24日の厚生省発児第133号厚生事務次官通知として知的障害者に対する旅客運賃の割引制度の適用の関係で一部が改正されている）、同日の児発第725号「療育手帳制度の実施について」に基づき各都道府県知事（政令指定都市の長）が知的障害と判定した者に発行している。このため、障害の程度の区分は各自治体により異なる。
18歳未満は児童相談所、18歳以上は知的障害者更生相談所が判定を行う。1999年の地方自治法の改正（施行は2000年4月1日）により、機関委任事務が廃止され、通知・通達により国が地方自治体の事務に関与することはできなくなった。改正の施行日以降、上記通知は法的効力を失っており、療育手帳制度は各自治体独自の施策となっている。
問題点として、都道府県や政令指定都市により障害程度区分に違いがあり、障害認定に際する規定に対象となる本人よりも家族の関与が目立つことなどが挙げられている。
1種は知能指数がおおむね34以下で、2種は平均的知能指数に達している場合もある。知的障害者福祉法の登録となる。

## 援助措置
対象者らが国からの援助措置を受けられる。各自治体により対象者、サービス、割引内容などが異なる場合があるため、居住地域の福祉担当窓口に問い合わせを要する。1991年に関係諸団体の運動によりＪＲ運賃などの割引制度が設けられた。割引を受けようとする者は、あらかじめ住民票登録をしている自治体の福祉課で、その旨を証明する印章などを、所持する療育手帳に押印してもらう必要がある。手帳の複写による代用は不可である。100キロメートルを越える乗車券割引は窓口で買う時に手帳を見せれば半額になる。
《援助措置の一例》
1. 特別児童扶養手当
2. 心身障害者扶養共済
3. 国税、地方税の諸控除及び減免税
4. 公営住宅の優先入居
5. NHK受信料の免除
6. 旅客鉄道株式会社等の旅客運賃の割引

各自治体により対象者、サービスや割引内容は異なる場合があるため、居住地域の福祉担当窓口に問い合わせを要する。

## 総合判定について
知能測定値、基本的生活習慣、問題行動など障害の程度を総合的に判断して判定される。階級分けの方法については、○A（最重度）、A（重度）、○B（中度）B（軽度）の4階級（広島県）、重度「A」重度以外（中軽度）「B」に分けられたり(多くの自治体)、1度から4度（東京都）や1級から3級（最大でも5級まで）、A級からC級など、地域により異なる。
自閉症の取り扱いには、知的障害を伴ったカナー型(低機能自閉症とも)はA判定又はA1・A2程度の登録が比較的に多い。
他人に噛み付いたりや急に飛び出したり、自傷行為(パニック)などの問題性の特徴が多いからと言える。自閉傾度が非常に強く、イヤーマフを装着している場合もある。
軽度の知的障害者では、合併症があればB1判定と見なされる。単独のものではB2程度の申請ができる。
B2判定/2種で障害基礎年金の登録率が高いのは、知的障害では軽度であり、自閉症で言うと高機能自閉症である。1種(重度判定)では介護給付金のサービスや駐車禁止の免除のサービスなども行える。病院内の施設で預かることも可能。
B1程度で中度の障害と1〜3級の身体障害を持つ人は、第一種知的障害者となる。

## 手帳の名称
法で定められた制度ではなく、都道府県（政令指定都市）が独自に交付しており、「療育手帳」以外の名称を使う地方公共団体がある。
- 青森県…愛護手帳[7]
- 東京都…愛の手帳[8]
- さいたま市…みどりの手帳[9]
- 横浜市…愛の手帳[10]
- 名古屋市…愛護手帳[11]

## 発達障害者の手帳取得
発達障害者は、都道府県または政令指定都市によっては手帳の取得ができる場合がある。発達障害者が療育手帳による支援を希望しても知能指数の上限値よりも高い場合は交付を受けられない場合が生じている上に、同じような知的障害を持つ発達障害者が、住んでいる地域によって取得できる場合とできない場合があるといった事態が生じている。総務省行政評価局が14道府県および2政令指定都市の状況を調査したところ、知能指数の上限値がおおむねIQ75と設定しているところと、おおむねIQ70と設定しているところに分かれた。設定している知能指数の上限値を上回った場合でも、社会適応能力、専門医の診断結果などを総合的に判定し、交付する場合があるとするものもあるなど、その取組はまちまちであった。このことを踏まえ、総務省行政評価局が厚生労働省に対し「療育手帳を交付する都道府県等の取組がまちまちとなっていることについて改善を図るべきである」と通知をした。
なお、精神障害者保健福祉手帳の交付基準に該当する場合は同手帳の取得ができる。

## 偽造問題
療育手帳は障害を有する本人であることの証書だが、偽物を提示して悪用する事例が多い。療育手帳は運転免許証やパスポートなどに比べて偽造が容易で、本人確認証として認められない場合がある。発行する各自治体もシールを貼付するなど対策しているが奏効は低く厳罰化が求められている。